# (5586) 1990 RE6
Az (5586) 1990 RE6 a Naprendszer kisbolygóövében található aszteroida. Henri Debehogne fedezte fel 1990. szeptember 9-én.